# Ultreïa
Ultreïa (del llatí, ultra «més enllà» ; eia «interjecció per moure'ns») és una salutació entre pelegrins del Camí de Sant Jaume. També serveix per animar uns als altres en les seves jornades a peu (o en cavall o bicicleta) pels Camins de Sant Jaume. Ve a significar «Anem més enllà», «Ves endavant», «Afanya't, segueix endavant» (cap a Santiago de Compostel·la).
En el present no és una salutació molt habitual, sent més comú el de «bon Camí!».

## Origen
Aquesta salutació xacobea es va prendre del Codex Calixtinus. Apareix en la part musical de l'apèndix II, dins el «Dum pater famílies» (Mentre el pare de família, o, Quan aquell bon Pare), conegut com a «Cançó dels pelegrins flamencs» o «Cant d'ultreïa», himne o cant dels pelegrins a Santiago. Hi apareix l'estrofa:
| « | Herru Santiagu, Got Santiagu, E ultreia, e suseia, Deus adiuva nos. | Oh Senyor Sant Jaume! Bon Senyor Sant Jaume! I segueix endavant! I més enllà! Ajudeu-nos, Déu! | » |

El terme també apareix en la part musical de l'apèndix i, dins de l'himne «Ad honorem regis summi» (En honor del Rei Suprem), en el qual figura l'estrofa:
| « | Unde laudes regi regum solvamus alacriter, Cum quo leti mereamur vivere perhenniter. Fiat, amen, alleluia, dicamus solempniter. E ultreia e suseia decantemus iugiter. | Per tant, al lloar al Rei dels reis perdrem la nostra disposició, amb el temor de la mort viurem eternament. Que es faci! amén! al·leluia! direm solemnement. I segueix endavant! I més enllà! cantarem per sempre. | » |

De la mateixa manera, el terme figura en el capítol xxvi del [[Còdex Calixtí|Llibre Plantilla:RomanesI]] (Llibre de les Litúrgies). Aquest capítol conté la missa del papa Calixt per recitar-el dia de la passió de Santiago (25 de juliol), amb els seus accessoris. La paraula apareix en l'estrofa:
| « | Sarcofagum cuius sacrum egri petunt salutemque capiunt; cuncte gentes, lingue, tribus, iluuc uunt clamantes: suseia, ultreia. | Al seu sepulcre què es sagrat els malalts demanen poder guarir-se. Tots els pobles, llengües, tribus acudeixen a ell clamant: Més enllà!, Segueix endavant!. | » |

Sembla que antigament la salutació entre pelegrins era «Ultreia, suseia, Santiago» (Segueix endavant, que més enllà hi ha Santiago). Quan un pelegrí saludava a un altre dient-li «Ultreia» (Segueix endavant) l'altre responia amb «Et suseia!» (I més enllà!). En l'actualitat es saluda amb «Bon Camí».